# First In Line
First In Line (Lit. "El primero en la fila") es una canción del género balada con estilo clásico de los años 1950 compuesta por Aaron Schroeder y Ben Weisman que se convirtió en uno de los temas grabados por Elvis Presley para su segundo álbum, titulado "Elvis". Al igual que la gran mayoría de sus temas, First In Line fue compilado posteriormente en diversos álbumes y EP a lo largo de los años.  La guía de álbumes editada en formato de libro de la revista Rolling Stone la describió como una «conmovedora canción de amor», «una de las baladas más sentidas de Elvis (a pesar de haber hecho 27 tomas antes de quedar satisfecho)». El libro también destaca la vulnerabilidad de la voz de Presley 

## Grabación
Elvis grabó la canción en el estudio 1 de Radio Recorders de Hollywood, California, uno de los estudios de grabación más importantes de Estados Unidos en su momento, el 3 de septiembre de 1956  El estudio había asignado a Steve Sholes como el productor a cargo, sin embargo fue Elvis con solo 21 años quien basándose en lo aprendido en los estudios Sun Records, asumió la dirección de las sesiones y la selección de los temas,  entre los cuales se encontraba First In Line, que era la primera canción que Weisman escribía para Presley. Si bien Elvis consideraba que eran las primeras tomas las que tenían mayor impulso, al igual que sucedió con otras de sus grabaciones como Hound Dog, decidió hacer de Rist Line más de veinte tomas hasta considerar que había material suficiente como para confeccionar el máster. 

### Músicos de la sesión
- Elvis Presley - voz, guitarra acústica y piano
- Scotty Moore - guitarra eléctrica
- Bill Black - contrabajo
- Gordon Stoker - piano (en alguna de las tomas)
- D. J. Fontana - batería
- The Jordanaires - coros

## Letra
Le letra habla de un enamorado que le manifiesta su amor a la muchacha que constituye su afecto idílico, acerca de que ella es para él la primera en la fila, significando que es en verdad su prioridad y que, si bien podrán existir muchos otros que le prometerán a ella amor, nadie le brindará un afecto más fuerte que el que él pretende brindarle, por lo cual de manera sencilla y sin rodeos, le pide a ella que lo elija ya que él es suyo, e implorándole que ella le corresponda en ese sentimiento.
There may be others 
that know you longer
Who pledge their hearts to you
But there's no other 
could love you stronger
Any stronger than I do
Don't refuse me, say you'll choose me
I'm yours, oh please be mine
My darlin' say I'm your darlin'

The first, and the last in line

## Ediciones
- Elvis (álbum) RCA 1956 [2]
- Strictly Elvis (EP) RCA 1957 [4]
- Long Tall Sally (EP) RCA Victor 1964 [2]
- Heartbreaker World (álbum) Star Collection 1987
- Young Man With The Big Beat  (álbum) RCA Victor 2014 [8]